# Руда (Монецький повіт)
Руда (пол. Ruda) — село в Польщі, у гміні Крипно Монецького повіту Підляського воєводства.
Населення — 612 осіб (2011).
У 1975—1998 роках село належало до Білостоцького воєводства.

## Демографія
Демографічна структура станом на 31 березня 2011 року:
|          | Загалом | Допрацездатний вік | Працездатний вік | Постпрацездатний вік |
| -------- | ------- | ------------------ | ---------------- | -------------------- |
| Чоловіки | 311     | 64                 | 213              | 34                   |
| Жінки    | 301     | 62                 | 178              | 61                   |
| Разом    | 612     | 126                | 391              | 95                   |